# 6 Heures de Fuji
Les 6 Heures de Fuji, anciennement les 1 000 kilomètres de Fuji sont une épreuve d'endurance réservée aux voitures de sport (ou Sport-prototypes) et voitures grand tourisme (GT), qui se tient chaque année sur le tracé du circuit de Fuji au Japon. Cette course est la première course japonaise inscrite au Championnat du monde des voitures de sport en 1982.

## Histoire
L'épreuve des 1 000 kilomètres de Fuji est créé en 1967 et se déroule chaque année ; en 1977, l'épreuve est intégrée à un nouveau championnat nommé Fuji Long Distance Series (en), cette série de trois courses se déroule au sein du même circuit, elle est réglementée avec des voitures de catégorie groupe 6 et des voitures de tourisme, le groupe 5 intègre la série par la suite.
Dès 1982, l'épreuve fait partie du Championnat du monde des voitures de sport et se déroule traditionnellement en automne. En 1983 le Championnat du Japon de sport-prototypes est créé, l'épreuve est au calendrier de ce championnat et elle compte au championnat du monde des voitures de sport. À partir de 1985, la série Fuji Long Distance Series (en) est regroupée dans le Championnat du Japon de sport-prototypes, avec un total de quatre épreuves sur ce circuit, une manche de 1 000 kilomètres se déroule au début du mois de mai de l'année, puis une course de 500 miles et une course de 500 kilomètres sont organisées le reste de l'année, l'épreuve se déroulant en automne rassemblant le championnat du monde et le championnat japonais est maintenue et regroupe en général plus de participants, deux courses de 1 000 kilomètres sont donc organisées chaque année jusqu'en 1988, date à laquelle l'épreuve japonaise du championnat du monde se déplacera à Suzuka. La série comprenant les quatre courses restera au sein du championnat du Japon de sport-prototypes jusqu'en 1992, date de la disparition de ce championnat.
En 1999, l'Automobile Club de l'Ouest souhaite mettre en place un championnat asiatique sur l'exemple des American Le Mans Series qui débutent en 1999. La course de 1999 devait être une expérience comme l'était la course du Petit Le Mans en 1998 pour lancer les années suivantes un nouveau championnat. L'invitation faite aux Super GT japonaises n'a pas permis de lancer une compétition pérenne. Un nouvel essai est réalisé avec le Japan Le Mans Challenge qui inscrit la course au calendrier en 2007 mais la disparition de ce championnat ne donne pas de suite.
Une nouvelle évolution est envisagée dans le cadre de l'Intercontinental Le Mans Cup mais l'épreuve n'est pas retenue pour 2011. Ce n'est que l'année suivante que la course d'endurance renaît au sein du nouveau Championnat du monde d'endurance FIA.

## Circuit
Les 6 Heures de Fuji se déroulent sur le Fuji Speedway, circuit situé au Japon. Il est composé d'une longue ligne droite de 1,5 km ainsi que de 16 virages, certains étant franchis à basse vitesse comme la chicane Dunlop. Ce circuit est célèbre car il a accueilli la Formule 1.

## Palmarès
| Année            | Pilotes                                                  | Équipe                                                   | Voiture                                                  | Championnat                                                                                   |
| 1 000 kilomètres | 1 000 kilomètres                                         | 1 000 kilomètres                                         | 1 000 kilomètres                                         | 1 000 kilomètres                                                                              |
| ---------------- | -------------------------------------------------------- | -------------------------------------------------------- | -------------------------------------------------------- | --------------------------------------------------------------------------------------------- |
| 1967             | Yoshio Otsubo Shihomi Hosoya                             |                                                          | Toyota 2000GT                                            |                                                                                               |
| 1968             | Hiroshi Fushida Mitsumasa Kanie                          |                                                          | Toyota 7 (en)                                            |                                                                                               |
| 1969             | Hiroshi Fushida Yoshio Otsubo                            |                                                          | Toyota 7 (en)                                            |                                                                                               |
| 1970             | Motoharu Kurosawa Kunimitsu Takahashi                    |                                                          | Datsun 240Z                                              |                                                                                               |
| 1971             | Yoshimasa Kawaguchi Yoshifumi Kikura                     |                                                          | Porsche 910                                              |                                                                                               |
| 1972             | Kiyoshi Misaki (en) Nobuhide Tachi (en)                  |                                                          | Toyota Sprinter Trueno                                   |                                                                                               |
| 1973             | Kiyoshi Misaki (en) Harukuni Takahashi                   |                                                          | Toyota Celica LB                                         |                                                                                               |
| 1974             | Hiroshi Fushida Harukuni Takahashi                       |                                                          | Chevron B21-Ford                                         |                                                                                               |
| 1975             | Nobuhide Tachi (en) Haruhito Yanagida                    |                                                          | March 73S-BMW                                            |                                                                                               |
| 1976             | Fumiyasu Sato Tetsuji Ozasa                              |                                                          | March 73S-BMW                                            |                                                                                               |
| 1977             | Yoshimi Katayama Takashi Yorino                          | Katayama Racing                                          | March 76S-Mazda                                          | 1977 Fuji Long Distance Series season (en)                                                    |
| 1978             | Yoshimi Katayama Tsunehisa Asai                          | Katayama Racing                                          | March 75S-Mazda                                          | 1978 Fuji Long Distance Series season (en)                                                    |
| 1979             | Hiroshi Fushida Richard Thomas Geck                      | Fushida Racers                                           | Chevron B36-Mazda                                        | 1979 Fuji Long Distance Series season (en)                                                    |
| 1980             | Keiichi Suzuki Mutsuaki Sanada                           | Sanada Racing                                            | Chevron B36-BMW                                          | 1980 Fuji Long Distance Series season (en)                                                    |
| 1981             | Naohiro Fujita Fumiyasu Sato Tetsuji Ozasa               | Racing Mate Project Team                                 | March 73S-Mazda                                          | 1981 Fuji Long Distance Series                                                                |
| 1982             | Jacky Ickx Jochen Mass                                   | Rothmans Porsche                                         | Porsche 956                                              | Championnat du monde des voitures de sport 1982                                               |
| 1983             | Derek Bell Stefan Bellof                                 | Rothmans Porsche                                         | Porsche 956                                              | Championnat du monde des voitures de sport 1983 Championnat du Japon de sport-prototypes 1983 |
| 1984             | John Watson Stefan Bellof                                | Rothmans Porsche                                         | Porsche 956                                              | Championnat du monde des voitures de sport 1984 Championnat du Japon de sport-prototypes 1984 |
| 1985†            | Kazuyoshi Hoshino Akira Hagiwara (ja) Keiji Matsumoto    | Hoshino Racing                                           | March 85G - Nissan                                       | Championnat du monde des voitures de sport 1985 Championnat du Japon de sport-prototypes 1985 |
| 1986†            | Piercarlo Ghinzani Paolo Barilla                         | Joest Racing                                             | Porsche 956B                                             | Championnat du monde des voitures de sport 1986 Championnat du Japon de sport-prototypes 1986 |
| 1987†            | Jan Lammers John Watson                                  | Silk Cut Jaguar                                          | Jaguar XJR-8                                             | Championnat du monde des voitures de sport 1987 Championnat du Japon de sport-prototypes 1987 |
| 1988†            | Martin Brundle Eddie Cheever                             | Silk Cut Jaguar                                          | Jaguar XJR-9                                             | Championnat du monde des voitures de sport 1988 Championnat du Japon de sport-prototypes 1988 |
| 1989†            | Hitoshi Ogawa Paolo Barilla                              | Toyota Team TOM'S                                        | Toyota 89C-V                                             | Championnat du Japon de sport-prototypes 1989                                                 |
| 1990†            | Annulation liée aux mauvaises conditions météorologiques | Annulation liée aux mauvaises conditions météorologiques | Annulation liée aux mauvaises conditions météorologiques | Championnat du Japon de sport-prototypes 1990                                                 |
| 1991†            | Toshio Suzuki Kazuyoshi Hoshino                          | Nissan Motorsports                                       | Nissan R91CP                                             | Championnat du Japon de sport-prototypes 1991                                                 |
| 1992†            | Geoff Lees Jan Lammers                                   | Toyota Team TOM'S                                        | Toyota TS010                                             | Championnat du Japon de sport-prototypes 1992                                                 |
| 1993-1998        | Pas de course                                            | Pas de course                                            | Pas de course                                            | Pas de course                                                                                 |
| 1999             | Érik Comas Satoshi Motoyama Masami Kageyama              | Nissan Motorsports                                       | Nissan R391                                              | Épreuve expérimentale                                                                         |
| 2000-2006        | Pas de course                                            | Pas de course                                            | Pas de course                                            | Pas de course                                                                                 |
| 2007             | Hideki Noda Shinsuke Yamazaki                            | Hitotsuyama Racing                                       | Zytek 04S                                                | Japan Le Mans Challenge 2007                                                                  |
| 2008-2011        | Pas de course                                            | Pas de course                                            | Pas de course                                            | Pas de course                                                                                 |
| 6 Heures         |                                                          |                                                          |                                                          |                                                                                               |
| 2012             | Nicolas Lapierre Kazuki Nakajima Alexander Wurz          | Toyota Racing                                            | Toyota TS030 Hybrid                                      | Championnat du monde d'endurance FIA 2012                                                     |
| 2013             | Nicolas Lapierre Kazuki Nakajima Alexander Wurz          | Toyota Racing                                            | Toyota TS030 Hybrid                                      | Championnat du monde d'endurance FIA 2013                                                     |
| 2014             | Sébastien Buemi Anthony Davidson                         | Toyota Racing                                            | Toyota TS040 Hybrid                                      | Championnat du monde d'endurance FIA 2014                                                     |
| 2015             | Timo Bernhard Brendon Hartley Mark Webber                | Porsche Team                                             | Porsche 919 Hybrid                                       | Championnat du monde d'endurance FIA 2015                                                     |
| 2016             | Stéphane Sarrazin Mike Conway Kamui Kobayashi            | Toyota Gazoo Racing                                      | Toyota TS050 Hybrid                                      | Championnat du monde d'endurance FIA 2016                                                     |
| 2017             | Sébastien Buemi Anthony Davidson Kazuki Nakajima         | Toyota Gazoo Racing                                      | Toyota TS050 Hybrid                                      | Championnat du monde d'endurance FIA 2017                                                     |
| 2018             | Mike Conway Kamui Kobayashi José María López             | Toyota Gazoo Racing                                      | Toyota TS050 Hybrid                                      | Championnat du monde d'endurance FIA 2018-2019                                                |
| 2019             | Sébastien Buemi Brendon Hartley Kazuki Nakajima          | Toyota Gazoo Racing                                      | Toyota TS050 Hybrid                                      | Championnat du monde d'endurance FIA 2019-2020                                                |
| 2020             | Pas de course                                            | Pas de course                                            | Pas de course                                            | Pas de course                                                                                 |
| 2021             | Annulation liée à la pandémie de Covid-19                | Annulation liée à la pandémie de Covid-19                | Annulation liée à la pandémie de Covid-19                | Championnat du monde d'endurance FIA 2021                                                     |
| 2022             | Sébastien Buemi Brendon Hartley Ryo Hirakawa             | Toyota Gazoo Racing                                      | Toyota GR010 Hybrid                                      | Championnat du monde d'endurance FIA 2022                                                     |
| 2023             | Mike Conway Kamui Kobayashi José María López             | Toyota Gazoo Racing                                      | Toyota GR010 Hybrid                                      | Championnat du monde d'endurance FIA 2023                                                     |

† - Éditions de 1 000 kilomètres sous la dénomination "Interchallenge".
† - L'année 1992 prend compte de l'épreuve se déroulant en automne.

## Records et statistiques

### Par nombre de victoires constructeurs
| Nombre de victoires | Constructeur | Années                                                                                         |
| ------------------- | ------------ | ---------------------------------------------------------------------------------------------- |
| 16                  | Toyota       | 1967, 1968, 1969, 1972, 1973, 1989, 1992, 2012, 2013, 2014, 2016, 2017, 2018, 2019, 2022, 2023 |
| 6                   | March        | 1975, 1976, 1977, 1978, 1981, 1985                                                             |
| 6                   | Porsche      | 1971, 1982, 1983, 1984, 1986, 2015                                                             |
| 3                   | Chevron      | 1974, 1979, 1980                                                                               |
| 3                   | Nissan       | 1970, 1991, 1999                                                                               |
| 2                   | Jaguar       | 1987, 1988                                                                                     |
| 1                   | Zytek        | 2007                                                                                           |

| Pos. | Nations     | Victoires |
| ---- | ----------- | --------- |
| 1er  | Japon       | 18        |
| 2e   | Royaume-Uni | 12        |
| 3e   | Allemagne   | 6         |

### Par nombre de victoires pilotes
| Nombre de victoires | Pilote              | Années                 |
| ------------------- | ------------------- | ---------------------- |
| 4                   | Hiroshi Fushida     | 1968, 1969, 1974, 1979 |
| 4                   | Kazuki Nakajima     | 2012, 2013, 2017, 2019 |
| 4                   | Sébastien Buemi     | 2014, 2017, 2019, 2022 |
| 3                   | Mike Conway         | 2016, 2018, 2023       |
| 3                   | Kamui Kobayashi     | 2016, 2018, 2023       |
| 2                   | Paolo Barilla       | 1986, 1989             |
| 2                   | Stefan Bellof       | 1983, 1984             |
| 2                   | Anthony Davidson    | 2014, 2017             |
| 2                   | Brendon Hartley     | 2015, 2019             |
| 2                   | Kazuyoshi Hoshino   | 1985, 1991             |
| 2                   | Yoshimi Katayama    | 1977, 1978             |
| 2                   | Jan Lammers         | 1987, 1992             |
| 2                   | Nicolas Lapierre    | 2012, 2013             |
| 2                   | José María López    | 2018, 2023             |
| 2                   | Kiyoshi Misaki (en) | 1972, 1973             |
| 2                   | Yoshio Otsubo       | 1967, 1969             |
| 2                   | Tetsuji Ozasa       | 1976, 1981             |
| 2                   | Nobuhide Tachi (en) | 1972, 1975             |
| 2                   | Harukuni Takahashi  | 1973, 1974             |
| 2                   | Alexander Wurz      | 2012, 2013             |

## Palmarès des autres épreuves de 1 000 kilomètres
Palmarès des autres épreuves de 1 000 kilomètres organisées sous la dénomination "All Japan" lors du Championnat du Japon de sport-prototypes.
| Année | Pilotes                                | Équipe                 | Voiture      | Championnat                                   |
| ----- | -------------------------------------- | ---------------------- | ------------ | --------------------------------------------- |
| 1985  | Vern Schuppan Keiichi Suzuki           | Trust (en) Racing Team | Porsche 956  | Championnat du Japon de sport-prototypes 1985 |
| 1986  | Kunimitsu Takahashi Kenji Takahashi    | Advan Sports Nova      | Porsche 962C | Championnat du Japon de sport-prototypes 1986 |
| 1987  | Masanori Sekiya Alan Jones Geoff Lees  | Toyota Team TOM'S      | Toyota 87C   | Championnat du Japon de sport-prototypes 1987 |
| 1988  | Bruno Giacomelli Kris Nissen           | Leyton House Racing    | Porsche 962C | Championnat du Japon de sport-prototypes 1988 |
| 1989  | Vern Schuppan Eje Elgh Keiji Matsumoto | Omron Racing           | Porsche 962C | Championnat du Japon de sport-prototypes 1989 |
| 1990  | Roland Ratzenberger Naoki Nagasaka     | Toyota Team SARD       | Toyota 89C-V | Championnat du Japon de sport-prototypes 1990 |
| 1991  | Toshio Suzuki Kazuyoshi Hoshino        | Nissan Motorsports     | Nissan R91CP | Championnat du Japon de sport-prototypes 1991 |
| 1992  | Toshio Suzuki Kazuyoshi Hoshino        | Nissan Motorsports     | Nissan R92CP | Championnat du Japon de sport-prototypes 1992 |